# 라코치 페렌츠 2세
라코치 페렌츠 2세(헝가리어: II. Rákóczi Ferenc, 1676년 3월 27일 ~ 1735년 4월 8일)는 헝가리의 귀족이자 트란실바니아의 공작(재위: 1704년 ~ 1711년)이다.
1703년부터 1711년까지 오스트리아 합스부르크가에 저항하는 무장 반란을 일으켰으며 황금양모 기사단의 일원이었다. 헝가리의 국가적인 영웅으로 칭송받고 있으며 헝가리의 수도인 부다페스트를 비롯한 헝가리 전역에 그의 동상이 세워져 있다. 헝가리의 500 포린트 지폐에는 그의 초상화가 그려져 있다.

## 생애

### 어린 시절과 퇴쾨이 봉기의 실패
헝가리의 귀족인 라코치 가(Rákóczi) 출신의 트란실바니아의 공작인 라코치 페렌츠 1세의 셋째 아들로 태어났다. 생후 4개월 때에 아버지가 급사했다.
1682년에는 그의 어머니인 즈리니 일로너(Zrínyi Ilona)가 상(上)헝가리 공국의 공작을 역임했던 퇴쾨이 임레(Thököly Imre)와 재혼했다. 퇴쾨이는 정치에 중대한 관심이 있었기 때문에 라코치의 교육에는 거의 관심을 갖지 않았다. 퇴쾨이는 상헝가리의 군주가 되려는 계획을 세웠지만 1683년 빈 전투에서 오스만 제국이 오스트리아 합스부르크 군주국에 패배하면서 퇴쾨이의 계획은 좌절되고 만다.
1686년에는 안토니오 카라파(Antonio Caraffa)가 문카치 성(Munkács)을 포위했다. 즈리니 일로너는 3년 동안 성 안에서 끈질기게 저항했지만 1688년에 투항하고 만다. 라코치의 자녀는 신성 로마 제국의 레오폴트 1세 황제의 후견하에 어머니와 함께 빈으로 이주했다. 라코치 일가는 자신들의 재산을 되찾을 수 있었지만 황제의 허가 없이 빈을 떠나는 것이 금지되었다.
1694년 신성 로마 제국의 헤센반프리트(Hesse-Wanfried) 방백이었던 카를(Karl)의 딸인 샤를로테 아말리에(Charlotte Amalie)와 결혼한 뒤부터 라코치는 헝가리에서 부유한 귀족으로 성장했다. 1699년 1월 28일 카를로비츠 조약이 체결된 이후에 퇴쾨이와 즈리니는 망명했고 라코치는 신성 로마 제국 황제의 감독을 받으면서 빈에 잔류했다.

### 라코치 봉기
1701년 스페인 왕위 계승 전쟁이 발발하면서 헝가리에 주둔하고 있던 합스부르크 군주국 군대의 상당수가 헝가리에서 철수했다. 한편 프랑스는 합스부르크 가의 패권에 맞서기 위한 차원에서 라코치와 협약을 맺었다. 이 협약에 따라 프랑스는 라코치가 헝가리 독립 전쟁을 일으키면 라코치를 지원하겠다고 약속했다. 이와 같은 상황이 유리하다고 판단한 쿠루츠군(Kuruc)은 문카치 성에서 새로운 봉기를 준비하는 한편 자신들을 지휘했던 라코치를 새로운 지도자로 추대했다.
1703년 6월 15일 에세 터마시(Esze Tamás)가 이끄는 3,000명의 무장 군인이 폴란드 라보치네(Lawoczne)에서 라코치 군단에 가세했다. 또한 프랑스로부터 원조금을 받은 베르체니 미클로시(Bercsényi Miklós) 백작도 600명의 폴란드인 용병과 함께 가세했다.
헝가리의 귀족들의 대부분은 라코치의 봉기가 농민 봉기와 다름없다며 지지하지 않았다. 그렇지만 라코치는 해방된 농민 전사 계층인 허이두크(Hajduk)를 자신들의 군대에 끌어들이는 데에 성공했다. 그가 지휘하는 군대는 한동안 헝가리 국토의 대부분을 지배했지만 합스부르크 군주국이 대대적인 반격에 나서면서 전쟁 상황은 불리해지게 된다. 특히 1704년 8월 13일에 일어난 블레넘 전투(블렌하임 전투)에서 잉글랜드-스코틀랜드-신성 로마 제국-합스부르크 군주국 연합군이 프랑스-바이에른 연합군을 격파하면서 라코치는 큰 타격을 입게 된다.
1705년 9월 세체니(Szécsény)에서 소집된 헝가리 의회(주교 6명, 상급 귀족 36명, 25개 주에서 소집된 하급 귀족 대표 1,000명으로 구성되었음)는 라코치를 헝가리 왕국의 통치공(vezérlő fejedelem)으로 추대했다. 라코치와 원로원은 평화 협상을 포함한 외교 차원의 행동에서 공통된 책임을 질 것을 결의했다.
헝가리 의회는 1707년 6월 13일에 합스부르크 가를 헝가리 왕위에서 배제하는 한편 동전 발행으로 인한 인플레이션 억제를 결의했지만 성공하지 못했다. 프랑스의 루이 14세는 헝가리의 군주를 자처하던 라코치와의 조약 체결을 거부하면서 헝가리인들을 고립시켰다. 헝가리인들은 러시아 제국과의 동맹을 원했지만 실현되지 않았다.
1708년 8월 3일에 있었던 트렌친 전투에서 라코치는 자신이 타던 말이 휘청거리면서 땅바닥에 떨어져 의식을 잃었다. 쿠루츠군의 병사들은 그가 죽은 줄 알고 전쟁터에서 도망쳤다고 한다. 신성 로마 제국의 황제의 전권대사였던 팔피 야노시(Pálffy János)는 라코치가 합스부르크 가에 충성을 맹세하면 사면받을 수 있다고 말했지만 라코치는 팔피의 말을 믿을 수 없다고 생각했고 1711년 2월 21일에 폴란드로 망명하게 된다.

### 망명과 만년
라코치가 폴란드로 망명하는 동안 헝가리군 총사령관을 역임했던 카로이 샨도르(Károlyi Sándor)는 팔피 야노시와의 평화 협상에 동의했다. 이 협상에 따라 12,000명의 반군이 무기를 버리고 군기를 내렸으며 1711년 4월 29일에는 서트마르(Szatmár) 조약이 체결되었다. 1711년 5월 1일에는 카로이가 서트마르 주(Szatmár)의 머이테니(Majtény) 교외의 평원에서 합스부르크 가의 황제에 충성을 맹세하게 된다.
1712년 11월 16일에는 폴란드 그단스크를 떠났으며 1713년 1월 13일에는 프랑스 디에프로 이주했다. 1717년 10월 10일에는 자신의 측근 40명과 함께 오스만 제국의 갈리폴리(겔리볼루)로 이주했다.
1718년 7월 21일에는 오스만 제국이 오스트리아와 파사로비츠 조약을 체결했다. 이 조약에서는 터키인이 헝가리인의 망명을 거부할 수 있다는 조항이 담겨 있었다. 2년 뒤에는 오스트리아 대사가 오스만 제국 측에 망명자의 송환을 요구했지만 오스만 제국의 술탄은 명예와 관련되어 있다며 거부했다.
1733년 폴란드 왕위 계승 전쟁이 일어나면서 헝가리로 귀환할 수 있다는 희망을 가졌지만 뜻대로 이뤄지지는 않았다. 1735년 4월 8일 망명지였던 테키르다에서 향년 59세를 일기로 사망했다.
라코치는 1733년 10월 27일에 자신의 가족 전원과 함께 망명한 동료들 전원에게 유언을 남겼다. 그는 오스만 제국의 술탄, 콘스탄티노폴리스 주재 프랑스 대사에게 각각 편지를 전달했으며 자신과 함께 망명한 사람들을 잊지 말 것을 당부했다. 그의 내장은 로도스섬에 있는 그리스 정교 교회에 안치되었으며 그의 심장은 프랑스에 안치되었다.
1735년 7월 6일에는 그의 충성심 깊은 시종이었던 미케시 켈레멘(Mikes Kelemen)이 터키 당국의 승인을 받아 콘스탄티노폴리스에서 프랑스 출신 사제들의 유해가 안치된 갈라타 생브누아(Saint-Benoît) 교회에 주인의 유해를 안장했다. 이 교회 안에는 라코치의 어머니였던 즈리니 일로너의 유해가 안치되어 있었기 때문에 라코치의 유해는 어머니의 관 옆에 안치되었다.
라코치의 유해는 1906년 10월 29일 슬로바키아 코시체에 있는 성 알주베타 성당(Dóm svätej Alžbety)에 안치되었다. 성당 안에는 라코치와 아들, 어머니 일로너의 유해가 안치되어 있다.

## 사진

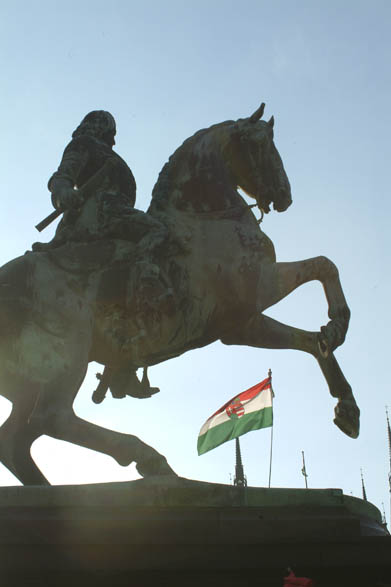
헝가리 부다페스트에 세워진 라코치 페렌츠 2세의 기마동상
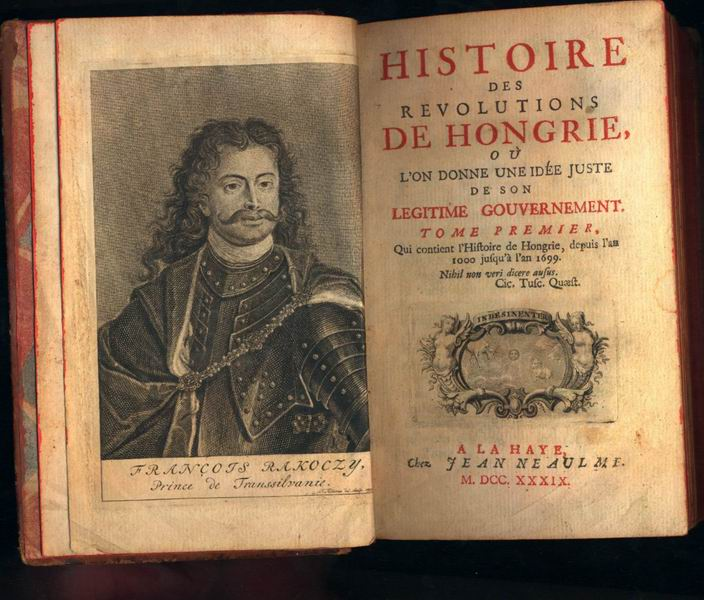
1739년 헤이그에서 출판된 프랑스어 서적 《헝가리의 혁명 역사》(Histoire des Révolutions de Hongrie)에 등장하는 라코치 페렌츠 2세의 초상화
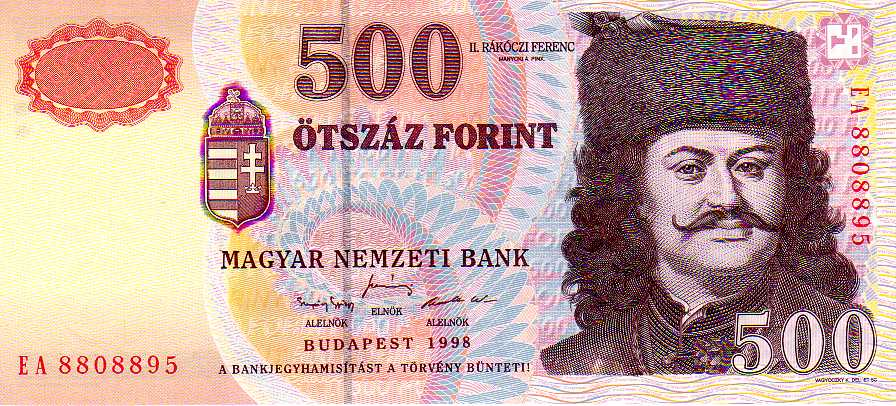
라코치 페렌츠 2세의 초상화가 그려진 헝가리 500 포린트 지폐

## 같이 보기
- 생제르맹 백작